# Jacques Nicolas Xavier Ducasse
Pour les articles homonymes, voir Ducasse (homonymie).
Jacques Nicolas dit Xavier Ducasse, né le 24 juillet 1771 à Bayonne (Basses-Pyrénées), mort le 29 mars 1836 dans la même ville, est un général français de la révolution et de l’Empire.

## Biographie

### Origines familiales
Jacques Nicolas Ducasse, ou du Casse, est le fils de Bernard Ducasse, négociant et échevin de Bayonne, et de Marthe Rigal,.

### Carrière militaire

#### Guerres de la Révolution française
Il entre en service comme sous-lieutenant le 15 septembre 1791, au 5e régiment d’infanterie, et le 7 juin 1792, il donne sa démission à l’armée du Nord. 
Le 4 octobre 1792, il se rengage au 32e régiment d’infanterie, et il rejoint l’armée des Pyrénées occidentales le 25 octobre 1792, avec le grade de lieutenant adjoint aux adjudants-généraux. Il est nommé capitaine le 25 juillet 1793, et il fait la guerre sur cette frontière et dans la vallée d’Aran jusqu’à la paix avec l’Espagne. 
À la fin de l’an III, il passe à l’Ouest, et il est nommé chef de bataillon le 15 prairial an III (3 juin 1794), près de la force armée de Paris, et il est compris comme adjudant-général chef de brigade le 25 du même mois. Le 26 vendémiaire an IV (18 octobre 1795), il est réformé avec traitement. Le 5 prairial an V (24 mai 1797), il est rappelé à l’activité dans la 10e division militaire en qualité d’aide de camp du général Sol-Beauclair, avant d’être de nouveau réformé le 15 ventôse an VI (5 mars 1798).
Le 24 frimaire an IX (15 décembre 1800), il devient adjoint à l’état-major de la 11e division militaire. Le 19 frimaire an X (9 décembre 1801), il est nommé chef de brigade à la 83e demi-brigade d’infanterie de ligne, puis il passe dans la 21e division militaire le 22 brumaire an XI (13 novembre 1802).

#### Guerres napoléoniennes
Le 9 fructidor an XI (27 août 1803), il est inscrit au tableau des adjudants-commandants, et il est envoyé dans la 26e division militaire.
Rentré dans la 21e division militaire le 18 brumaire an XII (10 novembre 1803), il est fait chevalier de la Légion d’honneur le 15 pluviôse an XII (5 février 1804), et officier de l’ordre le 25 prairial an XII (14 juin 1804). Le 2 vendémiaire an XIV (24 septembre 1805), il rejoint le corps d’armée de réserve commandé par le maréchal Lefebvre.
En 1806, il sert à l’armée de Hollande, et rentre dans la 21e division le 4 juin 1806. Le 27 septembre 1806, il se rend à l’armée du Nord, et il reste disponible au licenciement de cette armée le 16 juillet 1808. Le 19 septembre 1808, il est envoé à Bayonne, rejoindre l’armée d’Espagne, où il est employé jusqu’au 20 février 1809, date de sa mise en disponibilité. Il est mis en retraite le 3 mai 1809.
Le 10 mai 1810, il est autorisé à se rendre en Westphalie auprès du roi Jérôme Bonaparte, qui le met le 3 janvier 1811, à la tête de la 1re division du ministère de la guerre. Le 13 juin 1812, il quitte Cassel pour se rendre au quartier général du 11e corps d’armée 
Le 23 avril 1813, il est à l’état-major du maréchal Augereau, et le 3 novembre 1813, il est mis à la disposition du ministre de la guerre. Le 7 janvier 1814, il est nommé chef d’état-major à l’armée de Lyon sous les ordres du duc de Castiglione. Il est promu général de brigade le 3 mars 1814.

#### Première Restauration
Lors de la première restauration, il est fait chevalier de Saint-Louis le 29 juillet 1814, et il est élevé au grade de commandant de la Légion d’honneur le 9 novembre 1814. Le 23 janvier 1815, il est investi du commandement du département du Var.

#### Cent-Jours
Le 15 avril 1815, il est mis en disponibilité.

#### Seconde Restauration
Le roi Louis XVIII le crée Baron héréditaire par ordonnance du 2 mars 1816 (lettres patentes du 16 juillet 1819).
Le 1er septembre 1816, il est nommé au commandement du département de la Nièvre, jusqu’au 1er décembre 1817, date de sa mise en non activité.
En 1818, il est inspecteur d’infanterie dans la 6e division militaire, et le 30 décembre 1818, il est appelé à la 1re subdivision de la 15e division militaire.
Le 21 avril 1820, il prend le commandement de la 2e subdivision à Amiens.
Le 1er mai 1821, il est élevé à la dignité de grand officier de la Légion d’honneur, et le 23 mai 1825, il est fait commandeur de l’ordre de Saint-Louis.

#### Fin de carrière
Le 4 août 1830, il est mis en disponibilité, et il est admis à la retraite le 1er mai 1832.

### Décès
Il meurt le 29 mars 1836 à Bayonne.

## Décorations
- Grand officier de la Légion d'honneur (1er mai 1821) ; commandant du 9 novembre 1814, officier du 25 prairial an XII (14 juin 1804), chevalier du 15 pluviôse an XII (5 février 1804)[1].
- Commandeur de Saint-Louis (23 mai 1825) ; chevalier du 29 juillet 1814[3].

## Titre
Titre héréditaire de Baron (ordonnance du 2 mars 1816, lettres patentes du 16 juillet 1819) accompagné du règlement d'armoiries suivant : "D'azur, au chêne arraché d'or, à quatre branches passées en sautoir, englantée du même ; coupé d'or, au massacre de cerf, de sable. L'écu timbré d'une couronne de baron.".

## Vie privée
Il se marie le 6 mai 1805 à Dun-sur-Auron (Cher) avec Elisabeth Euphrasie Gonneau (née en 1785).
Les époux ont deux garçons :
- Hermann du Casse (1807-1870), écrivain, diplomate (chancelier de légation), colonel dans l'armée de Don Carlos d'Espagne[2].
- Albert du Casse (1813-1893), historien, écrivain et militaire français, dont postérité.